# Ondine
Ondine je finské vydavatelství klasické hudby.

## Historie
Ondine založil v roce 1985 Reijo Kiilunen pod záštitou renomovaného finského festivalu komorní hudby Kuhmo. Prvotním záměrem vydavatelství bylo vydat na festivalu každou sezónu jedno živé album. V roce 2009 label Ondine získala společnost Naxos a stala se i jejím výhradním distributorem.
Vydavatelství dlouhodobě spolupracovalo s finským skladatelem Einojuhanim Rautavaarou na nahrávkách jeho děl. Další významnými osobnostmi v katalogu labelu jsou sopranistka Karita Mattila a klavírista a dirigent Vladimir Ashkenazy.